# Karin Sander (Politikerin)
Karin Sander (* 8. Mai 1939 in Berlin; † 16. Juli 2010 in Lippstadt) war eine deutsche Kommunalpolitikerin und ehrenamtliche Landrätin (CDU).

## Leben und Beruf
Nach dem Schulbesuch absolvierte sie eine kaufmännische Ausbildung zum Industriekaufmann. Außerdem bestritt sie die Ausbildung zur Steuerbevollmächtigten. Sander war in verschiedenen Firmen tätig. Sie war verheiratet und hatte drei Kinder.
Sander war seit 1983 Mitglied der Christlich Demokratischen Union Deutschlands. Mitglied des Kreistages des Kreises Soest war sie von 1989 bis 1994 und während dieser Zeit erste ehrenamtliche Landrätin des Kreises. Im Stadtrat der Stadt Lippstadt war sie von 1984 bis 1989 vertreten. Von 1989 bis 1999 war sie Mitglied der Landschaftsversammlung des Landschaftsverbandes Westfalen-Lippe. Außerdem gehörte sie verschiedenen Gremien des Landkreistages NRW an, wobei sie die erste Frau war, die in der Geschichte des Landkreistages in dessen Vorstand gewählt wurde.